# 宇佐元恭一
宇佐元 恭一（うさもと きょういち、1959年11月29日 - ）は、日本のシンガーソングライター。福岡県福岡市出身。福岡県立修猷館高等学校、 九州大学経済学部卒業。浅井企画所属。

## 人物・来歴
5歳の時にヤマハオルガン教室に入る。初めてのオリジナル曲「私の夢」を作詞・作曲。6歳よりピアノの個人レッスンを受ける。11歳で初めてギターを購入、クラシック以外の音楽にも興味を持ちはじめる。中学2年の夏ごろからビートルズをはじめ、国内・外の音楽、映画音楽などあらゆるジャンルの音楽を聴くようになり、「朝の通学電車」などのオリジナル曲の作詞・作曲をする。高校1年の秋、ハードロック・バンドにキーボーディストとして加入。クラシックでは無いものに興味を持ち、バンド活動に入る。一時期、ニューミュージックに魅せられ、TVのテーマソングやCMソングのコピーに興じる。九州大学入学と同時にフォークグループやロックバンドを結成するが、その秋にはソロとして独立。ピアノ弾き語りの基礎作りに励む。大学在学中を通して、コンテストやオーディションといった、華やかな音楽状況に背を向け、ひたすらピアノ弾き語りのコンサート活動中心に動く。大学卒業後、1982年にロンドンレコードから「人生晴れたり曇ったり」でデビュー。同年10月24日に福岡郵便貯金会館にてデビューコンサートを行う。
現在も自らの歌手活動（作詞・作曲）の傍ら、ラジオ番組のDJも務める。地元の福岡だけでなく、レギュラー番組を持っていたことから名古屋や京都にも縁がある。
編曲・プロデュース等を手がけ、淺井ひろみ、石井明美、今井美樹、織田裕二、小堺一機、酒井法子、酒井美紀、坂本ちゃん、田中有紀美、CHAGE、前田愛、前田亜季、久松史奈、時任三郎、Little Baby、和田アキ子など多数の歌手に楽曲提供を行う。
かつてはヤマハ音楽院研究科にてレパートリーチェックを担当し生徒の指導にあたったこともあった。
2002年に宮沢賢治の『雨ニモマケズ』にメロディを付け曲として発表。その後新潟の被災地や 愛知万博で絶賛され、2005年の自費発売を経て、2006年9月6日に11枚目のシングルとして日本クラウンからメジャー発売された。2008年10月7日に日本テレビ系「誰も知らない泣ける歌」で『雨ニモマケズ』が制作秘話と共に取り上られ、2万枚を超えるヒットとなり2012年5月12日公開映画『一遍上人』のエンディングテーマおよび2014年11月からスパークス・グループの企業CM曲となった。
『雨ニモマケズ』をレパートリーとしたことから岩手県にも縁ができ、同地でのライヴも行う。特に学校からの要請が多く、宮沢賢治の地元・岩手の小・中学校、2009年11月にはマレーシアで初の海外日本人学校訪問も実現した。この活動が認められ、岩手県知事達増拓也より『希望郷いわて文化大使』（2008年1月 - ）、新たに2011年には『花巻イーハトーブ大使』、2013年6月には『普代村観光大使』も委嘱された。
2011年3月11日に起こった東日本大震災では、同年4月11日にいわき市の避難所に入り、炊き出しとコンサートを行った。以後、釜石の青葉公園仮設商店街、久慈市、野田村、普代村など被災地でのコンサート等、心の震災復興を願い、被災地支援活動を続けている。
他にも太鼓とのジョイント、松山ではミュージカル劇団とコラボなど、全国各地で精力的に弾き語りライブにこだわって活動している。
浅井企画の社歌も作曲（作詞は関根勤）。
2021年3月11日、公式ブログに東日本大震災から10年を迎える思いを綴ったその日、体調の異変を訴え、意識を失い、救急搬送された。診断結果は脳内出血、緊急手術となり、手術は成功したが、合併症や後遺症の影響なども含め、入院にて経過観察を行い、その後はライブ、イベント、その他の出演も当面の間は休養することとなった。
妹が、本人の所属事務所である浅井企画公認で設けた「宇佐元恭一オフィシャルファンクラブサイト」によれば、リハビリを懸命に頑張り出来ることがひとつづつ増えていき、復帰に向けて日々努力を重ねている。

## エピソード・その他
子供の頃の夢は、電車の運転手・天文学者、その後プロボウラー（「マイボール」を持っていた）。
1986年1月5日、プロモーターの鈴置雄三（→ハイヤングKYOTO）によって、コンサート会場の穴埋めのため急遽結成したソロ歌手3人組音楽ユニットのパフォーマンスが好評となり、「GAN-BA-RUNDA CLUB」名義としてレコード・リリースも行った。
過去存在した原宿のライブハウス「ペニーレイン」で「Friday Night Live」とのタイトルで、宇佐元が即興で弾くピアノ演奏に小堺一機・関根勤が即興コントを作るという、ピアノとコントを合わせるライブを行なっていた。その様子は、1985年10月7日、フジテレビ系列「冗談画報」で放送された。
個人のコンサートでは、1984年9月23日 京都府円山野外音楽堂にて「夢IN円山」と題したワンマンコンサートを行い、3000人の動員を集めた。また、個人のコンサートとは別に数多くのイベントにも出演している。
- 1984年8月4日・5日　福岡県恋の浦で行われた第4回サマーピクニック出演
- 1989年3月28日　渋谷公会堂で行われたアコースティック・ムープメント'89出演
- 1990年8月11日・12日　福岡県シーサイドももちで行われた第10回サマーピクニック出演
- 1990年8月19日　長野県北安曇郡池田町で行われた第1回あづみ野池田音楽祭出演
- 2005年8月3日・4日・5日　愛知万博にて九州・沖縄の日 in EXPO DOME「伝わる、九州・沖縄の熱き鼓動」のステージを総合演出。宇佐元率いる、愛・地球博スペシャルユニット「鼓動楽房」として出演、九州・沖縄各県自慢の芸能とコラボするステージを作り上げた。
- 2006年4月29日　日比谷野外音楽堂で行われた第15回グリーンパラダイス出演
- 2007年5月4日　日比谷野外音楽堂で行われた第16回グリーンパラダイス出演
- 2008年7月20日　第6回湯沢フィールド音楽祭2008　出演

## ディスコグラフィー

### シングル
| 枚                     | 発売日           | タイトル                                                            | c/w | フォーマット     | 規格品番         |
| ロンドンレコード       | ロンドンレコード | ロンドンレコード                                                    | ロンドンレコード                                                                                       | ロンドンレコード | ロンドンレコード |
| ---------------------- | ---------------- | ------------------------------------------------------------------- | --- | ---------------- | ---------------- |
| 1st                    | 1982年9月25日    | 人生晴れたり曇ったり 作詞：宇佐元恭一 作曲：宇佐元恭一 編曲：佐藤準 | 片道切符 作詞：宇佐元恭一 作曲：宇佐元恭一 編曲：佐藤準                                                | 7インチシングル  |                  |
| 2nd                    | 1983年1月25日    | サンシャインアイズ 作詞：宇佐元恭一 作曲：宇佐元恭一 編曲：佐藤準   | 朝陽を浴びて 作詞：宇佐元恭一 作曲：宇佐元恭一 編曲：佐藤準                                            | 7インチシングル  |                  |
| 3rd                    | 1983年6月25日    | 海の中道 作詞：宇佐元恭一 作曲：宇佐元恭一 編曲：若草恵             | エプロンプリンセス 作詞：宇佐元恭一 作曲：宇佐元恭一 編曲：佐藤準                                      | 7インチシングル  |                  |
| 4th                    | 1983年11月25日   | 夜のシナリオ 作詞：宇佐元恭一 作曲：宇佐元恭一 編曲：星勝           | PAGE PART II 作詞：宇佐元恭一 作曲：宇佐元恭一 編曲：佐藤準                                            | 7インチシングル  |                  |
| フォーライフ・レコード |                  |                                                                     | |                  |                  |
| 5th                    | 1984年7月5日     | ミッドナイトコール 作詞：宇佐元恭一 作曲：宇佐元恭一 編曲：瀬尾一三 | パスポート 作詞：宇佐元恭一 作曲：宇佐元恭一 編曲：瀬尾一三                                            | 7インチシングル  | 7K-152           |
| 5th                    | 2015年10月14日   | ミッドナイトコール 作詞：宇佐元恭一 作曲：宇佐元恭一 編曲：瀬尾一三 | パスポート 作詞：宇佐元恭一 作曲：宇佐元恭一 編曲：瀬尾一三                                            | MEG-CD           |                  |
| 6th                    | 1985年6月21日    | ブルーの香り 作詞：松井五郎 作曲：宇佐元恭一 編曲：鈴木茂           | Yellow Line 作詞：宇佐元恭一 作曲：宇佐元恭一 編曲：中西康晴                                           | 7インチシングル  | 7K-189           |
| 6th                    | 2016年1月20日    | ブルーの香り 作詞：松井五郎 作曲：宇佐元恭一 編曲：鈴木茂           | Yellow Line 作詞：宇佐元恭一 作曲：宇佐元恭一 編曲：中西康晴                                           | MEG-CD           |                  |
| 7th                    | 1985年11月21日   | 南青山物語 作詞：松井五郎 作曲：宇佐元恭一 編曲：瀬尾一三           | エアポート 作詞：宇佐元恭一 作曲：宇佐元恭一 編曲：三井誠                                              | 7インチシングル  | 7K-201           |
| 7th                    | 2016年1月20日    | 南青山物語 作詞：松井五郎 作曲：宇佐元恭一 編曲：瀬尾一三           | エアポート 作詞：宇佐元恭一 作曲：宇佐元恭一 編曲：三井誠                                              | MEG-CD           |                  |
| アルファレコード       |                  |                                                                     | |                  |                  |
| 8th                    | 1990年4月25日    | Feel alright 作詞：宇佐元恭一 補作詞：岩切修子 作曲：宇佐元恭一     | ペーパー・ラヴ 作詞：小堺一機 作曲：宇佐元恭一                                                         | 8cmCD            |                  |
| 東芝EMI                |                  |                                                                     | |                  |                  |
| 9th                    | 1994年4月20日    | また夢を行く 作詞：宇佐元恭一 作曲：宇佐元恭一 編曲：井上鑑         | 少年の僕に手紙を書いた 作詞：宇佐元恭一 作曲：宇佐元恭一 編曲：松本晃彦                                | 8cmCD            |                  |
| 9th                    | 2015年10月14日   | また夢を行く 作詞：宇佐元恭一 作曲：宇佐元恭一 編曲：井上鑑         | 少年の僕に手紙を書いた 作詞：宇佐元恭一 作曲：宇佐元恭一 編曲：松本晃彦                                | MEG-CD           |                  |
| インディーズ           |                  |                                                                     | |                  |                  |
| 10th                   | 2005年11月29日   | 雨ニモマケズ 作詞：宮沢賢治 作曲：宇佐元恭一 編曲：宇佐元恭一       | 雨ニモマケズ (inst.) 作曲：宇佐元恭一 編曲：宇佐元恭一                                                 | マキシシングル   |                  |
| 10th                   | 2005年11月29日   | 雨ニモマケズ 作詞：宮沢賢治 作曲：宇佐元恭一 編曲：宇佐元恭一       | 雨ニモマケズ (ピアノ&ストリングスMIX) （Bonus Track） 作詞：宮沢賢治 作曲：宇佐元恭一 編曲：宇佐元恭一 | マキシシングル   |                  |
| 日本クラウン           |                  |                                                                     | |                  |                  |
| 11th                   | 2006年9月6日     | 雨ニモマケズ 作詞：宮沢賢治 作曲：宇佐元恭一 編曲：宇佐元恭一       | 鏡のドレス 作詞：三浦らら 作曲：宇佐元恭一 編曲：宇佐元恭一                                            | マキシシングル   |                  |
| 11th                   | 2009年12月2日    | 大感謝ナンデス。 作詞：宇佐元恭一 作曲：宇佐元恭一 編曲：宇佐元恭一 | 永遠(トワ)、ナル、モノ 作詞：宇佐元恭一 作曲：宇佐元恭一 編曲：宇佐元恭一                              | マキシシングル   |                  |
| 11th                   | 2009年12月2日    | 大感謝ナンデス。 作詞：宇佐元恭一 作曲：宇佐元恭一 編曲：宇佐元恭一 | just for YOU 作詞：宇佐元恭一 作曲：宇佐元恭一 編曲：宇佐元恭一                                        | マキシシングル   |                  |
| 11th                   | 2009年12月2日    | 大感謝ナンデス。 作詞：宇佐元恭一 作曲：宇佐元恭一 編曲：宇佐元恭一 | ありがとう 作詞：宇佐元恭一 作曲：宇佐元恭一 編曲：宇佐元恭一                                          | マキシシングル   |                  |

### アルバム

#### オリジナル・アルバム
| 枚                     | 発売日           | タイトル                           | 収録曲 | フォーマット     | 規格品番         |
| ロンドンレコード       | ロンドンレコード | ロンドンレコード                   | ロンドンレコード | ロンドンレコード | ロンドンレコード |
| ---------------------- | ---------------- | ---------------------------------- | --- | ---------------- | ---------------- |
| 1st                    | 1983年2月25日    | ピアノフォルテ                     | SIDE A 1. つづれ織り 作詞：宇佐元恭一 作曲：宇佐元恭一 編曲：佐藤準 2. Milky Way 作詞：宇佐元恭一 作曲：宇佐元恭一 編曲：佐藤準 3. 通り過ぎた日々 作詞：宇佐元恭一 作曲：宇佐元恭一 編曲：佐藤準 4. Sunshine Eyes 作詞：宇佐元恭一 作曲：宇佐元恭一 編曲：佐藤準 5. アトリエ 作詞：宇佐元恭一 作曲：宇佐元恭一 編曲：佐藤準 SIDE B 1. 仮装Party 作詞：宇佐元恭一 作曲：宇佐元恭一 編曲：佐藤準 2. 春まだ遠く 作詞：宇佐元恭一 作曲：宇佐元恭一 編曲：佐藤準 3. Graduation 作詞：宇佐元恭一 作曲：宇佐元恭一 編曲：佐藤準 4. さよならは言わない 作詞：宇佐元恭一 作曲：宇佐元恭一 編曲：佐藤準 | LP               |                  |
| 2nd                    | 1983年10月25日   | ピアノフォルテII〜生きているから〜 | SIDE A 1. Russian Teaは一杯かぎり 作詞：宇佐元恭一 作曲：宇佐元恭一 編曲：若草恵 2. 夜のシナリオ 作詞：宇佐元恭一 作曲：宇佐元恭一 編曲：星勝 3. ふたりなら 作詞：宇佐元恭一 作曲：宇佐元恭一 編曲：若草恵 4. PAGE PART II 作詞：宇佐元恭一 作曲：宇佐元恭一 編曲：若草恵 5. 瞳のシネマ 作詞：宇佐元恭一 作曲：宇佐元恭一 編曲：若草恵 SIDE B 1. Jack pot 作詞：宇佐元恭一 作曲：宇佐元恭一 編曲：若草恵 2. 望み 作詞：宇佐元恭一 作曲：宇佐元恭一 編曲：若草恵 3. プロローグ遠景 作詞：宇佐元恭一 作曲：宇佐元恭一 4. 海の中道 作詞：宇佐元恭一 作曲：宇佐元恭一 編曲：若草恵 5. 生きているから 作詞：宇佐元恭一 作曲：宇佐元恭一 編曲：星勝 | LP               |                  |
| フォーライフ・レコード |                  |                                    | |                  |                  |
| 3rd                    | 1984年9月21日    | KYOICHI                            | SIDE A 1. ROCK' n Beat 作詞：宇佐元恭一 作曲：宇佐元恭一 編曲：瀬尾一三 2. Happiness & Loneliness 作詞：宇佐元恭一 作曲：宇佐元恭一 編曲：中西康晴 3. Yellow Line 作詞：宇佐元恭一 作曲：宇佐元恭一 編曲：中西康晴 4. LAKE-SIDE-LOVE 作詞：宇佐元恭一 作曲：宇佐元恭一 編曲：中西康晴 5. ありふれた倖せの中で 作詞：宇佐元恭一 作曲：宇佐元恭一 編曲：瀬尾一三 SIDE B 1. ミッドナイト・コール 作詞：宇佐元恭一 作曲：宇佐元恭一 編曲：瀬尾一三 2. 羽がはえたストラトキャスター 作詞：宇佐元恭一 作曲：宇佐元恭一 編曲：中西康晴 3. 俺のわがまま 作詞：宇佐元恭一 作曲：宇佐元恭一 編曲：瀬尾一三 4. MY SONG, MY LOVE 作詞：宇佐元恭一 作曲：宇佐元恭一 編曲：瀬尾一三 5. 愛してJealousy 作詞：宇佐元恭一 作曲：宇佐元恭一 編曲：中西康晴 | LP               | 28K-75           |
| 3rd                    | 2017年7月26日    | KYOICHI                            | 1. ROCK' n Beat 2. Happiness & Loneliness 3. Yellow Line 4. LAKE-SIDE-LOVE 5. ありふれた倖せの中で 6. ミッドナイト・コール 7. 羽がはえたストラトキャスター 8. 俺のわがまま 9. MY SONG, MY LOVE 10. 愛してJealousy | MEG-CD           |                  |
| 4th                    | 1986年9月21日    | TURN                               | SIDE A 1. LOVE SINGER 作詞：大津あきら 作曲：国吉良一 編曲：国吉良一 2. ラスト・マティーニ 作詞：庄司明弘 作曲：谷口雅洋 編曲：小林信吾 3. リグレット・サマー 作詞：宇佐元恭一 作曲：国吉良一 編曲：国吉良一 4. 雨のSTREET NIGHT 作詞：宇佐元恭一 作曲：宇佐元恭一 編曲：小林信吾 5. マーマレイドの海 作詞：庄司明弘 作曲：宇佐元恭一 編曲：小林信吾 SIDE B 1. LONESOME AVENUE 作詞：庄司明弘 作曲：国吉良一 編曲：国吉良一 2. HOLLYWOOD MOON 作詞：庄司明弘 作曲：都志見隆 編曲：小林信吾 3. 水の中のAIRPORT 作詞：庄司明弘 作曲：宇佐元恭一 編曲：国吉良一 4. 星降るプラネットハイウェイ 作詞：大津あきら 作曲：宇佐元恭一 編曲：国吉良一 5. All We Need Is Love 作詞：GAN-BA-RUN-DA CLUB 作曲：GAN-BA-RUN-DA CLUB 編曲：瀬尾一三 | LP               | 28K-118          |
| 4th                    | 1986年9月21日    | TURN                               | 1. LOVE SINGER 2. ラスト・マティーニ 3. リグレット・サマー 4. 雨のSTREET NIGHT 5. マーマレイドの海 6. LONESOME AVENUE 7. HOLLYWOOD MOON 8. 水の中のAIRPORT 9. 星降るプラネットハイウェイ 10. All We Need Is Love | CD               |                  |
| 4th                    | 2017年7月26日    | TURN                               | 1. LOVE SINGER 2. ラスト・マティーニ 3. リグレット・サマー 4. 雨のSTREET NIGHT 5. マーマレイドの海 6. LONESOME AVENUE 7. HOLLYWOOD MOON 8. 水の中のAIRPORT 9. 星降るプラネットハイウェイ 10. All We Need Is Love | MEG-CD           |                  |
| アルファレコード       |                  |                                    | |                  |                  |
| 5th                    | 1990年4月25日    | RELAX!                             | 1. Inspire（Instrumental） 作曲：宇佐元恭一 編曲：永島広 & 宇佐元恭一 2. Feel alright 作詞：宇佐元恭一 補作詞：岩切修子 作曲：宇佐元恭一 編曲：永島広 & 宇佐元恭一 3. ペーパー・ラヴ 作詞：小堺一機 作曲：宇佐元恭一 編曲：永島広 & 宇佐元恭一 4. セレブレイション 作詞：宇佐元恭一 作曲：宇佐元恭一 編曲：永島広 & 宇佐元恭一 5. ステージ 作詞：宇佐元恭一 作曲：宇佐元恭一 編曲：永島広 & 宇佐元恭一 6. Piano dancin' 作詞：宇佐元恭一 作曲：宇佐元恭一 編曲：永島広 & 宇佐元恭一 7. Mama don't Yes!? 作詞：宇佐元恭一 作曲：宇佐元恭一 編曲：永島広 & 宇佐元恭一 8. キッチン 作詞：宇佐元恭一 作曲：宇佐元恭一 編曲：永島広 & 宇佐元恭一 9. 自分旅行 作詞：宇佐元恭一 作曲：宇佐元恭一 編曲：永島広 & 宇佐元恭一 10. 坂道のある街 作詞：宇佐元恭一 作曲：宇佐元恭一 編曲：永島広 & 宇佐元恭一 11. Out,out,out 作詞：宇佐元恭一 作曲：宇佐元恭一 編曲：永島広 & 宇佐元恭一 12. Friends 作詞：宇佐元恭一 作曲：宇佐元恭一 編曲：永島広 & 宇佐元恭一 | CD               |                  |
| 6th                    | 1991年6月21日    | 平日パラダイス                     | 1. 平日パラダイス 作詞：宇佐元恭一 作曲：宇佐元恭一 編曲：京田誠一 2. 夏の被写体 作詞：宇佐元恭一 作曲：宇佐元恭一 編曲：京田誠一 3. 夢の続き 作詞：宇佐元恭一 作曲：宇佐元恭一 編曲：京田誠一 4. サザン・コーストの反則 作詞：宇佐元恭一 作曲：宇佐元恭一 編曲：京田誠一 5. Inside Love 作詞：宇佐元恭一 作曲：宇佐元恭一 編曲：京田誠一 6. 白いカオス 作詞：宇佐元恭一 作曲：宇佐元恭一 編曲：京田誠一 7. タイトル・バック 作詞：宇佐元恭一 作曲：宇佐元恭一 編曲：京田誠一 8. The Last Rain 作詞：宇佐元恭一 作曲：宇佐元恭一 編曲：京田誠一 9. (I'm just a)Girl in Love 作詞：宇佐元恭一 作曲：宇佐元恭一 編曲：京田誠一 10. サザン・コーストの反則 (Long Version〜Cruising Mix) 作詞：宇佐元恭一 作曲：宇佐元恭一 編曲：京田誠一 11. (I'm just a)Girl in Love (Reprise〜Instrumental) 作曲：宇佐元恭一 編曲：京田誠一 | CD               |                  |
| 東芝EMI                |                  |                                    | |                  |                  |
| 7th                    | 1994年6月22日    | UK1-No Man, No Love-               | 1. 鍵盤を枕木に 作詞：宇佐元恭一 作曲：宇佐元恭一 編曲：澤近泰輔 2. ワーキング・ルージュ 作詞：宇佐元恭一 作曲：宇佐元恭一 編曲：澤近泰輔 3. 少年の僕に手紙を書いた 作詞：宇佐元恭一 作曲：宇佐元恭一 編曲：松本晃彦 4. 夢見る様にさよなら 作詞：宇佐元恭一 作曲：宇佐元恭一 編曲：澤近泰輔 5. First Christmas 作詞：宇佐元恭一 作曲：宇佐元恭一 編曲：井上鑑 6. また夢を行く (Album Version) 作詞：宇佐元恭一 作曲：宇佐元恭一 編曲：井上鑑 | CD               |                  |
| 7th                    | 2017年7月26日    | UK1-No Man, No Love-               | 1. 鍵盤を枕木に 作詞：宇佐元恭一 作曲：宇佐元恭一 編曲：澤近泰輔 2. ワーキング・ルージュ 作詞：宇佐元恭一 作曲：宇佐元恭一 編曲：澤近泰輔 3. 少年の僕に手紙を書いた 作詞：宇佐元恭一 作曲：宇佐元恭一 編曲：松本晃彦 4. 夢見る様にさよなら 作詞：宇佐元恭一 作曲：宇佐元恭一 編曲：澤近泰輔 5. First Christmas 作詞：宇佐元恭一 作曲：宇佐元恭一 編曲：井上鑑 6. また夢を行く (Album Version) 作詞：宇佐元恭一 作曲：宇佐元恭一 編曲：井上鑑 | MEG-CD           |                  |
| 8th                    | 1995年11月1日    | UK2-Gifted-                        | 1. グッバイ・アローン 作詞：宇佐元恭一 作曲：宇佐元恭一 編曲：清水信之 2. We Are 作詞：宇佐元恭一 作曲：宇佐元恭一 編曲：宇佐元恭一 3. On My Way Life 作詞：宇佐元恭一 作曲：宇佐元恭一 編曲：宇佐元恭一 4. Two of us 作詞：宇佐元恭一 作曲：宇佐元恭一 編曲：松本晃彦 5. NEWS 作詞：宇佐元恭一 作曲：宇佐元恭一 編曲：澤近泰輔 6. If I Could 作詞：宇佐元恭一 作曲：宇佐元恭一 7. 飾りばかりのツリーの森で 作詞：宇佐元恭一 作曲：宇佐元恭一 編曲：宇佐元恭一 8. In This Country 作詞：宇佐元恭一 作曲：宇佐元恭一 編曲：十川知司 9. プラットフォーム 作詞：宇佐元恭一 作曲：宇佐元恭一 編曲：村上啓介 10. リクツじゃなくて… 作詞：宇佐元恭一 作曲：宇佐元恭一 編曲：十川知司 11. Treasure, Pleasure 作詞：宇佐元恭一 作曲：宇佐元恭一 編曲：十川知司 | CD               |                  |
| 8th                    | 2017年7月26日    | UK2-Gifted-                        | 1. グッバイ・アローン 作詞：宇佐元恭一 作曲：宇佐元恭一 編曲：清水信之 2. We Are 作詞：宇佐元恭一 作曲：宇佐元恭一 編曲：宇佐元恭一 3. On My Way Life 作詞：宇佐元恭一 作曲：宇佐元恭一 編曲：宇佐元恭一 4. Two of us 作詞：宇佐元恭一 作曲：宇佐元恭一 編曲：松本晃彦 5. NEWS 作詞：宇佐元恭一 作曲：宇佐元恭一 編曲：澤近泰輔 6. If I Could 作詞：宇佐元恭一 作曲：宇佐元恭一 7. 飾りばかりのツリーの森で 作詞：宇佐元恭一 作曲：宇佐元恭一 編曲：宇佐元恭一 8. In This Country 作詞：宇佐元恭一 作曲：宇佐元恭一 編曲：十川知司 9. プラットフォーム 作詞：宇佐元恭一 作曲：宇佐元恭一 編曲：村上啓介 10. リクツじゃなくて… 作詞：宇佐元恭一 作曲：宇佐元恭一 編曲：十川知司 11. Treasure, Pleasure 作詞：宇佐元恭一 作曲：宇佐元恭一 編曲：十川知司 | MEG-CD           |                  |
| 日本クラウン           |                  |                                    | |                  |                  |
| 9th                    | 2008年11月5日    | ありがとう                         | 1. ありがとう 作詞：宇佐元恭一 作曲：宇佐元恭一 編曲：宇佐元恭一 2. 卒業式 作詞：宇佐元恭一 作曲：宇佐元恭一 編曲：宇佐元恭一 3. モッタイナイ、mottainai 作詞：宇佐元恭一 作曲：宇佐元恭一 編曲：宇佐元恭一 4. 兄として 作詞：宇佐元恭一 作曲：宇佐元恭一 編曲：宇佐元恭一 5. そこにあるRADIO 作詞：宇佐元恭一 作曲：宇佐元恭一 編曲：宇佐元恭一 6. 鼓動樂房のテーマ（Instrumental） 作曲：宇佐元恭一 編曲：宇佐元恭一 7. One by One 作詞：宇佐元恭一 作曲：宇佐元恭一 編曲：宇佐元恭一 8. 羽がはえたストラトキャスター 作詞：宇佐元恭一 作曲：宇佐元恭一 編曲：宇佐元恭一 9. 海の中道 作詞：宇佐元恭一 作曲：宇佐元恭一 編曲：宇佐元恭一 10. サンシャイン・アイズ 作詞：宇佐元恭一 作曲：宇佐元恭一 編曲：宇佐元恭一 11. 人生晴れたり曇ったり 作詞：宇佐元恭一 作曲：宇佐元恭一 編曲：宇佐元恭一 12. 鏡のドレス 作詞：三浦らら 作曲：宇佐元恭一 編曲：宇佐元恭一 13. 雨ニモマケズ 作詞：宮沢賢治 作曲：宇佐元恭一 編曲：宇佐元恭一                  | CD               |                  |
| キャピタルヴィレッジ   |                  |                                    | |                  |                  |
| 10th                   | 2017年3月8日     | ピアノフォルテ10〜シアワセトハ     | 1. シアワセトハ 作詞：宇佐元恭一 作曲：宇佐元恭一 2. ロードショウ 作詞：宇佐元恭一 作曲：宇佐元恭一 3. やっと逢えたね 作詞：宇佐元恭一 作曲：宇佐元恭一 4. 45号線 作詞：宇佐元恭一 作曲：宇佐元恭一 5. 愛が故に 作詞：宇佐元恭一 作曲：宇佐元恭一 6. 鈴虫寺 作詞：宇佐元恭一 作曲：宇佐元恭一 7. だから忘れない 作詞：宇佐元恭一 作曲：宇佐元恭一 8. 君ヲウタフ 作詞：宇佐元恭一 作曲：宇佐元恭一 9. Voice 作詞：宇佐元恭一 作曲：宇佐元恭一 10. 君のリアル 作詞：宇佐元恭一 作曲：宇佐元恭一 11. シアワセトハ〜Vocal&Piano 作詞：宇佐元恭一 作曲：宇佐元恭一 | CD               |                  |

### GAN-BA-RUN-DA CLUB

#### シングル
| 枚          | 発売日        | タイトル                                                                           | c/w                                                                 |
| CBS・ソニー | CBS・ソニー   | CBS・ソニー                                                                        | CBS・ソニー                                                         |
| ----------- | ------------- | ---------------------------------------------------------------------------------- | ------------------------------------------------------------------- |
| 1st         | 1986年8月27日 | All We Need is Love 作詞：GAN-BA-RUN-DA CLUB 作曲：GAN-BA-RUN-DA CLUB 編曲：中村哲 | DIAMOND=LOVE 作詞：宇佐元恭一 作曲：GAN-BA-RUN-DA CLUB 編曲：中村哲 |

#### アルバム

##### オリジナル・アルバム
| 枚          | 発売日        | タイトル    |
| CBS・ソニー | CBS・ソニー   | CBS・ソニー |
| ----------- | ------------- | ----------- |
| 1st         | 1982年5月21日 | Harmony     |

### タイアップ曲
| 楽曲                   | タイアップ                                                    | 時期   |
| ---------------------- | ------------------------------------------------------------- | ------ |
| Downtown Rhapsody      | フジテレビ系『OIOI LIFE SIZE T.V. COMPASS』オープニングテーマ | 1986年 |
| また夢を行く           | 日本テレビ系『どんまい!!スポーツ&ワイド』エンディングテーマ   | 1994年 |
| 少年の僕に手紙を書いた | フォルクスワーゲン・アウディ日本 CMイメージソング             | 1994年 |
| 雨ニモマケズ           | 映画『一遍上人』エンディングテーマ                            | 2006年 |
| 雨ニモマケズ           | スパークス・アセット・マネジメント CMソング                   | 2006年 |
| 大感謝ナンデス。       | フジテレビ系『ライオンのごきげんよう』エンディングテーマ      | 2009年 |

## 提供曲
曲名の右隣に特記のないものは作曲のみ
- 浅井ひろみ
  - 生まれてはじめて　作詞：澤地隆／編曲：十川知司
- 石井明美
  - after rain　作詞：伊藤緑
- 石井里佳
  - 最後の頁　作詞：松井五郎
- 今井美樹
  - 切なさの向こう側 　作詞：佐藤純子／編曲：佐藤準
- 織田裕二
  - STAY HERE（作詞・作曲）　編曲：松本晃彦
- Querer（ケレル）
  - Dawn　作詞：黒須チヒロ
- 小堺一機
  - パスポート（作詞・作曲）編曲：瀬尾一三
- 酒井法子
  - 鏡のドレス　作詞：三浦らら
- 酒井美紀
  - 忘れそうな痛み　作詞：宮原芽映／編曲：土方隆行
  - 会いたいのは彼じゃない　作詞：宮原芽映／編曲：土方隆行
  - そばに君がいる　作詞：相田毅／編曲：土方隆行
  - 涙よりもっと孤独（作曲・編曲）作詞：宮原芽映
  - 空の色になる（作曲・コーラスアレンジ）作詞：宮原芽映／編曲：西川進
- 坂上美奈子
  - Wishing（編曲）　作詞・作曲：坂上美奈子
- 坂本ちゃん
  - WIN（作詞・作曲）
- 菅原祥子
  - 毎日が誕生日　作詞：すがわらさちこ E・J・I／編曲：広瀬光寿
- 田中有紀美
  - WISH　作詞：大森祥子
- CHAGE
  - Mr.Liverpool　作詞：CHAGE／作曲：村上啓介／編曲：村上啓介・宇佐元恭一
  - 僕が見つけた気持ちのいい場所　作詞・作曲：CHAGE・宇佐元恭一／編曲：十川知司
- 時任三郎
  - AGAIN　作詞：實川翔
- 野崎沙穂
  - 時折のクール　作詞：野崎沙穂／編曲：小林信吾
- ビビアン・スー（徐若瑄）
  - 用可楽乾杯（コーラで乾杯）作詞：Original HIROMI MORI　Chinese HSIAO CHUN-EN／編曲：NAOKI OHTSUBO
  - HAPPY ENDING　作詞：Original HIROMI MORI　Chinese HSU CHANG-TE／編曲：NAOKI OHTSUBO
- 久松史奈
  - 忘れずにいられたら　作詞：久松史奈／編曲：瀬尾一三
  - 20th century star　作詞：久松史奈／編曲：西川進
  - Never say goodbye　作詞：久松史奈／編曲：西川進
- Pinky Friends
  - shizuku　作詞：Haruka／編曲：延近輝之
- 前田愛・亜季
  - Don't cry　作詞：松本隆
- Little Baby
  - Hey!Hey!Hey! ― 5秒後はワカラナイー（作詞・作曲・編曲）
  - プラスチック・ムーン　作詞：宮原芽映
  - SUDDENLY　作詞：秋元康／作曲：MASAKI／編曲：関淳二郎・宇佐元恭一
  - Fly Me To Love!（作詞）作曲：MASAKI／編曲：関淳二郎・宇佐元恭一
  - BELIEVE（作詞・作曲）
- 和田アキ子
  - always life　作詞：森浩美／編曲：新川 博

他多数

## 現在の主な出演番組

### 過去

#### TV
- 5時SATマガジン（中京テレビ、土曜・17:00 - 18:00 1985年4月 - 1987年3月）
- ニューミュージックマガジン（ケーブルテレビ）
- ガリヤンナイト　（TVQ九州放送　2002年4月〜2004年3月）
- 探検!九州（RKB毎日放送　2002年4月〜2004年3月）

#### ラジオ
- ハイヤングKYOTO (第一期)（KBS京都、木曜日・22:00 - 25:00 1983年4月 - 1984年9月）
- 宇佐元恭一 気分はパステル（山陽放送ラジオ）
- 宇佐元恭一の夢・発信/Shall HALF BEAT TIME（FM仙台木曜・20:30 - 20:55）[1]
- 宇佐元恭一 今夜もナイス（東海ラジオ金曜・21:00 - 21:30）
- 宇佐元恭一・uk≒rough-MIX（ラフミックス）（コミュニティFM・かわさきFM・FMさがみ・FMチャッピー）
- 西日本シティ銀行 Presents 宇佐元恭一 ラヂオ少年（FM福岡、日曜・22:00 - 22:30）（2010年10月 - 2015年6月）

##### RKBラジオ
- 宇佐元恭一のJust Now!（土曜23:00 - 23:30）（1983年 - 1984年頃、一時期同局アナウンサーの安田瑞代と共演、スポンサーは北九州コカ・コーラ（現：コカ・コーラウエスト）[1]
- 宇佐元恭一トマトのソーセージ（2001年10月 - 2002年3月）
- 宇佐元恭一のプチトマ（ - 2004年3月SKY PerfecTV!2 194ch AQステーションでもO.A.）
- 宇佐元恭一TOKYO ff（土曜23:00 - 23:30）（ - 2007年3月）
  - 宇佐元恭一TOKYO ff on the WEB（金曜23:25 - 23:40）（ - 2007年3月）
- 宇佐元恭一アーティストライブラリー（土曜25:30 - 26:00 IBC岩手放送にもネット）（2007年4月 - 2010年3月）

#### ゲスト出演
- じゃじゃじゃTV（IBC岩手放送）（2007年6月・2009年4月）
- 情報ライブ ミヤネ屋（読売テレビ）（2008年2月15日）
- 誰も知らない泣ける歌（日本テレビ）（2008年10月）
- 九州だんじ（BSフジ）（2009年1月・8月）
- SOLID LIVE（関西テレビ☆京都チャンネル）（2009年3月）
- 九州だんじ（テレビ西日本、金曜日25:55-26:25）（2012年4月）